# العلاقات التشادية الناميبية
العلاقات التشادية الناميبية هي العلاقات الثنائية التي تجمع بين تشاد وناميبيا.

## مقارنة بين البلدين
هذه مقارنة عامة ومرجعية للدولتين:
| وجه المقارنة                                              | تشاد                      | ناميبيا      |
| --------------------------------------------------------- | ------------------------- | ------------ |
| المساحة (كم2)                                             | 1.28 مليون                | 825.62 ألف   |
| عدد السكان (نسمة)                                         | 15.23 مليون               | 2.53 مليون   |
| الكثافة السكانية (ن./كم²)                                 | 11.9                      | 3.06         |
| العاصمة                                                   | انجمينا                   | ويندهوك      |
| اللغة الرسمية                                             | لغة فرنسية، اللغة العربية | لغة إنجليزية |
| العملة                                                    | فرنك وسط أفريقي           | دولار ناميبي |
| الناتج المحلي الإجمالي (بليون دولار)                      | 9.98 مليار                | 13.24 مليار  |
| الناتج المحلي الإجمالي (تعادل القوة الشرائية) بليون دولار | 30.54 مليار               | 25.60 مليار  |
| الناتج المحلي الإجمالي الاسمي للفرد دولار أمريكي          | 775                       | 4.67 ألف     |
| الناتج المحلي الإجمالي للفرد دولار أمريكي                 | 2.18 ألف                  | 9.96 ألف     |
| مؤشر التنمية البشرية                                      | 0.392                     | 0.628        |
| رمز المكالمات الدولي                                      | +235                      | +264         |
| رمز الإنترنت                                              | .td                       | .na          |
| المنطقة الزمنية                                           | ت ع م+01:00               | ت ع م+02:00  |

## منظمات دولية مشتركة
يشترك البلدان في عضوية مجموعة من المنظمات الدولية، منها:
| علم المنظمة | اسم المنظمة                                 | تاريخ انضمام تشاد | تاريخ انضمام ناميبيا |
| ----------- | ------------------------------------------- | ----------------- | -------------------- |
|             | وكالة ضمان الاستثمار متعدد الأطراف          | 11 يونيو 2002     | 25 سبتمبر 1990       |
|             | البنك الإفريقي للتنمية                      | ?                 | ?                    |
|             | منظمة الشرطة الجنائية الدولية               | ?                 | ?                    |
|             | مجموعة دول أفريقيا والكاريبي والمحيط الهادئ | ?                 | ?                    |
|             | منظمة حظر الأسلحة الكيميائية                | ?                 | ?                    |
|             | منظمة التجارة العالمية                      | ?                 | ?                    |
|             | الأمم المتحدة                               | 20 سبتمبر 1960    | 23 أبريل 1990        |
|             | الاتحاد الأفريقي                            | ?                 | ?                    |
|             | مؤسسة التمويل الدولية                       | 2 أبريل 1998      | 25 سبتمبر 1990       |
|             | يونسكو                                      | 19 ديسمبر 1960    | 2 نوفمبر 1978        |
|             | البنك الدولي للإنشاء والتعمير               | 10 يوليو 1963     | 25 سبتمبر 1990       |
|             | الاتحاد البريدي العالمي                     | ?                 | ?                    |
|             | الاتحاد الدولي للاتصالات                    | 25 نوفمبر 1960    | 25 يناير 1984        |